# Julio César González Trinidad
Julio César González Trinidad (28 giugno 1992) è un calciatore paraguaiano, difensore dello Sportivo Ameliano.

## Caratteristiche tecniche
È un difensore centrale.

## Carriera
Il 19 luglio 2018 è stato acquistato dal Defensa y Justicia.

## Statistiche

### Presenze e reti nei club
Statistiche aggiornate al 28 luglio 2018.
| Stagione            | Squadra             | Campionato          | Campionato | Campionato | Coppe nazionali | Coppe nazionali | Coppe nazionali | Coppe continentali | Coppe continentali | Coppe continentali | Altre coppe | Altre coppe | Altre coppe | Totale | Totale | Totale |
| Stagione            | Squadra             | Comp                | Pres       | Reti       | Comp            | Pres            | Reti            | Comp               | Pres               | Reti               | Comp        | Pres        | Reti        | Pres   | Reti   |        |
| ------------------- | ------------------- | ------------------- | ---------- | ---------- | --------------- | --------------- | --------------- | ------------------ | ------------------ | ------------------ | ----------- | ----------- | ----------- | ------ | ------ | ------ |
| 2013                | Sp. Carapeguá       | PD                  | 3          | 0          |                 | -               | -               |                    | -                  | -                  |             | -           | -           | 3      | 0      |        |
| 2014                | General Díaz        | PD                  | 2          | 0          |                 | -               | -               | CS                 | 0                  | 0                  |             | -           | -           | 2      | 0      |        |
| 2015                | General Díaz        | PD                  | 26         | 0          |                 | -               | -               |                    | -                  | -                  |             | -           | -           | 26     | 0      |        |
| 2016                | General Díaz        | PD                  | 17         | 0          |                 | -               | -               |                    | -                  | -                  |             | -           | -           | 17     | 0      |        |
| 2017                | General Díaz        | PD                  | 40         | 1          |                 | -               | -               |                    | -                  | -                  |             | -           | -           | 40     | 1      |        |
| 2018                | General Díaz        | PD                  | 22         | 1          |                 | -               | -               | CS                 | 2                  | 0                  |             | -           | -           | 24     | 1      |        |
| Totale General Díaz | Totale General Díaz | Totale General Díaz | 107        | 2          |                 | -               | -               |                    | 2                  | 0                  |             | -           | -           | 109    | 2      |        |
| Totale carriera     | Totale carriera     | Totale carriera     | 110        | 2          |                 | -               | -               |                    | 2                  | 0                  |             | -           | -           | 112    | 2      |        |